# Adrián Vallés
Adrián Vallés (Teulada, 3 juni 1986) is een Spaans autocoureur. In 2008 rijdt hij in het GP2 kampioenschap.

## Carrière
Adrian begon met karten in 1999. Hij domineerde in 2001 de Spaanse kampioenschappen, hij won het Spaanse kart kampioenschap, de Cup der Kampioenen en het kart kampioenschap van Valencia. Bij de Europese kampioenschappen deed hij het minder, in 2001 werd hij dertigste en in 2002 werd hij veertiende op het Europees kampioenschap ICA.
Hierna ging hij formuleracen, hij startte in 2001 in de Formule Toyota Junior 1300. Hij won één race en werd uiteindelijk derde in het kampioenschap. In 2002 werd hij kampioen in de 1600cc klasse. Hij ging naar de World Series by Renault Light, hierbij racete hij onder andere tegen DTM coureur Matthias Lauda, A1GP coureur Ananda Mikola en GP2 coureur Milos Pavlovic. In 2004 ging hij naar de World Series by Nissan, in zijn eerste jaar werd hij tiende. In zijn tweede jaar ging het beter en werd hij tweede, Robert Kubica werd kampioen.
In 2006 startte hij met racen in de GP2 Series met het team Campos GrandPrix en testte hij ook voor het Midland F1 Racing op 19 september 2006. Het team was gekocht door Spyker F1 en op 30 januari 2007 was Vallés benoemd tot de officiële reservecoureur. In het GP2 kampioenschap haalde hij eenmaal het podium en werd hij uiteindelijk zestiende in het kampioenschap. Hij reed in 2008 de 24 Uur van Le Mans in de LMP1 klasse. Hij reed er bij het Epsilon Euskadi, zijn teamgenoten waren Angel Burgueño en Miguel Angel de Castro. De auto haalde de finish niet. Hij reed ook in de GP2 Asia Series bij Fisichella Motor Sport International, hij haalde eenmaal het podium en werd zevende in het kampioenschap. Hij rijdt in 2008 ook in het reguliere GP2 kampioenschap. Hij begon bij FMS maar werd na één race vervangen door Mike Conway. Hij ging naar BCN Competition, waar hij Paolo Maria Nocera verving. Ook rijdt hij in de Superleague Formula voor Liverpool FC.